# Concetta Luna
Concetta Ester Lucia Luna (* 31. Mai 1959) ist eine italienische Klassische Philologin und Philosophiehistorikerin. 
Luna studierte Klassische Philologie von 1978 bis 1982 an der Universität Pisa und der Scuola Normale Superiore und schloss dieses Studium an der Universität Pisa mit der Laurea, an der Scuola Normale Superiore mit dem Diploma di licenza ab. Von 1982 bis 1985 legte sie einen Corso di perfezionamento an der Scuola Normale Superiore (Postgraduiertenstudium) ab. Von 1985 bis 1987 setzte sie ihr Studium mit einem Stipendium an der École Normale Supérieure, Paris, fort, von 1987 bis 1990 mit einer „Allocation de recherche“ am Collège de France. Von 1990 bis 1992 weilte sie mit einem Stipendium der Alexander-von-Humboldt-Stiftung (Bonn) am Thomas-Institut in Köln. Seit 1992 ist sie ricercatore (wissenschaftliche Mitarbeiterin) an der Scuola Normale Superiore im Fach Lateinische Sprache und Literatur des Mittelalters.
Luna arbeitet zum Neuplatonismus (Proklos, Marinos, Damaskios, Simplikios) und zur mittelalterlichen Philosophie (Aegidius Romanus, einem Schüler des Thomas von Aquin) sowie zur arabischen Rezeption des Neuplatonismus.

## Schriften (Auswahl)
- Trois Études sur la Tradition des Commentaires Anciens à la Métaphysique d’Aristote. Leiden-Boston-Köln, Brill 2001 (Philosophia Antiqua, 88).
- Simplicius, Commentaire sur les Catégories, chapitres 2–4. Traduction par Philippe Hoffmann (avec la collaboration de Ilsetraut Hadot et Pierre Hadot), commentaire par Concetta Luna, Paris, Les Belles Lettres 2001.
- Marinus, Proclus ou sur le bonheur. Texte établi et traduit par Henri Dominique Saffrey et Alain-Philippe Segonds, avec la collaboration de Concetta Luna, Paris, Les Belles Lettres 2001 (Collection des Universités de France).
- Damascius, Commentaire du Parménide de Platon. Tome IV. Texte établi par Leendert Gerrit Westerink, traduit et annoté par Joseph Combès, avec la collaboration de Alain-Philippe Segonds et Concetta Luna, Paris, Les Belles Lettres 2003 (Collection des Universités de France).
- Aegidii Romani Opera Omnia, vol. III.2 Reportatio lecturae super libros I–IV Sententiarum. Reportatio Monacensis. Excerpta Godefridi de Fontibus. A cura di C. Luna, Firenze, Edizioni del Galluzzo 2003 (Corpus Philosophorum Medii Aevi – Testi e Studi, XVII).
- Proclus, Commentaire sur le Parménide de Platon; éd. et tr. Alain-Philippe Segonds et Concetta Luna. 6 Bände. Les Belles Lettres, Paris 2007–2017.